# 세르펜티코비티스속
세르펜티코비티스속(Serpenticobitis)은 잉어목에 속하는 물고기 속의 하나이다. 동남아시아 메콩강 분지에서 발견된다. 세르펜티코비티스과(Serpenticobitidae)의 유일속으로 3종으로 이루어져 있다. 2012년에 별도의 과로 처음 학인되었다.

## 하위 종
현재, 3종이 알려져 있다.
- Serpenticobitis cingulata T. R. Roberts, 1997
- Serpenticobitis octozona T. R. Roberts, 1997
- Serpenticobitis zonata Kottelat, 1998